# 梁应敞
梁应敞（？—），中国通信领域专家，电子科技大学教授。1993年毕业于吉林大学电子工程系，获博士学位。2019年当选为欧洲科学院外籍院士。 他致力於通信技術的研究，尤其以認知無線電領域方面的論文著名。